# NGC 3896
NGC 3896 este o galaxie lenticulară situată în constelația Ursa Mare. A fost descoperită în 9 februarie 1788 de către William Herschel. Se află la o distanță de 15,5 megaparseci de Pământ.